# Laminci Sređani
Laminci Sređani (en cirílico: Ламинци Сређани) es una aldea de la municipalidad de Gradiška, Republika Srpska, Bosnia y Herzegovina.
Se encuentra integrado administrativamente a las aldeas de Laminci Jaružani y Laminci Dubrave.

## Población
| Composición de la Población - Aldea de Laminci Sređani | Composición de la Población - Aldea de Laminci Sređani | Composición de la Población - Aldea de Laminci Sređani | Composición de la Población - Aldea de Laminci Sređani | Composición de la Población - Aldea de Laminci Sređani |
| ------------------------------------------------------ | ------------------------------------------------------ | ------------------------------------------------------ | ------------------------------------------------------ | ------------------------------------------------------ |
|                                                        | 2013                                                   | 1991                                                   | 1981                                                   | 1971                                                   |
| Total                                                  | 461                                                    | 574 (100,0%)                                           | 581 (100,0%)                                           | 602 (100,0%)                                           |
| Varones                                                | 242                                                    | -                                                      | -                                                      | -                                                      |
| Mujeres                                                | 219                                                    | -                                                      | -                                                      | -                                                      |
| Bosniacos                                              | 1                                                      | 1 (0,174%)                                             | 1 (0,172%)                                             | 1 (0,166%)                                             |
| Serbios                                                | 446                                                    | 546 (95,12%)                                           | 501 (86,23%)                                           | 588 (97,67%)                                           |
| Croatas                                                | 4                                                      | 2 (0,348%)                                             | 2 (0,344%)                                             | 4 (0,664%)                                             |
| Bosnio                                                 | -                                                      | -                                                      | -                                                      | -                                                      |
| Gitanos                                                | -                                                      | -                                                      | -                                                      | -                                                      |
| Musulmanes                                             | -                                                      | -                                                      | -                                                      | -                                                      |
| Bosnio Herzegovino                                     | -                                                      | -                                                      | -                                                      | -                                                      |
| Montenegrinos                                          | -                                                      | -                                                      | 2 (0,34%)                                              | -                                                      |
| Macedonios                                             | -                                                      | -                                                      | -                                                      | -                                                      |
| Albaneses                                              | -                                                      | -                                                      | -                                                      | -                                                      |
| Yugoslavos                                             | 1                                                      | 20 (3,484%)                                            | 70 (12,05%)                                            | 1 (0,166%)                                             |
| Ukranianos                                             | 1                                                      | -                                                      | -                                                      | -                                                      |
| Eslovenos                                              | -                                                      | -                                                      | -                                                      | -                                                      |
| Ortodoxos                                              | -                                                      | -                                                      | -                                                      | -                                                      |
| Otros                                                  | 1                                                      | 5 (0,871%)                                             | 5 (0,861%)                                             | 8 (1,329%)                                             |
| Sin declarar                                           | 3                                                      | -                                                      | -                                                      | -                                                      |
| Desconocidos                                           | -                                                      | -                                                      | -                                                      | -                                                      |